# Tomasz Tomczyk (fotoreporter)
Tomasz Tomczyk (również Thomas Tomczyk) (ur. 9 sierpnia 1969 w Łodzi) – polski fotoreporter, rysownik, wydawca, architekt.

## Biografia
Syn Wojciecha Tomczyka i Aleksandry Ziółkowskiej-Boehm. Absolwent VI Liceum Ogólnokształcącego im. Tadeusza Reytana w Warszawie (1988). Studiował na Wydziale Architektury Politechniki Warszawskiej; dyplom architekta otrzymał na University of Arkansas w Fayetteville (1993) (w ramach studiów na University of Arkansas spędził semestr (styczeń–maj 1992) w Rzymie). Magisterium (Master’s Degree) uzyskał na wydziale dziennikarstwa University of Missouri w mieście Columbia (2002).
Pracował w Stanach Zjednoczonych jako architekt w Dallas, Nowym Jorku, San Francisco (był m.in. odpowiedzialny za renowację Mental Crisis Clinic w San Francisco). Był nauczycielem akademickim na wydziale architektury University of Missouri. 
Jako fotoreporter drukował po polsku m.in. w „Polityce” (np. reportaż Sudańska fabryka głodu w cyklu „Na własne oczy”), „Rzeczpospolitej”, „Gazecie Wyborczej”, „Twoim Stylu” (reportaże z Albanii i Kuby), nowojorskim „Nowym Dzienniku”, a także w czasopismach anglojęzycznych, głównie amerykańskich: „IPI Global Journalist”, „World & I”, „Lapis”, „Missouri Life”, „Northwest Arkansas Times”, „El Mercurio”, „Cairo Today”, „The Bay Islands Voice”, „Echo”. Jego rysunki satyryczne ukazywały w „Columbia Missourian” i „The Bay Islands Voice”.
Założyciel, wydawca i redaktor naczelny miesięcznika „The Bay Islands Voice” i dwumiesięcznika „PÄYÄ Roatan Lifestyle Magazine” na wyspie Roatan na Karaibach.

## Publikacje
- Roatan Magic: Hidden Jewel of the Western Caribbean (2010)[7][8]
- Sorrenti A Designer’s Life, Paya Mag S.A. Roatan, Honduras 2022, ISBN 978-098297-141-3.
- Jego teksty ukazały się jako dwa rozdziały w książce Aleksandry Ziółkowskiej-Boehm: Podróże z moją kotką (2002, 2004), On the Road with Suzy From Cat to Companion (2010), do której zaprojektował okładkę.

## Nagrody
Otrzymał kilka nagród i wyróżnień, w tym: Clifton C. Edom Photojournalism Award, University of Missouri-Columbia (2000); Larry Obsitnik Photojournalism Award, University of Arkansas-Fayetteville (1993); Kosciuszko Foundation Journalism Scholarship – Fundacja Kościuszkowska (NY, 2000); Journalism Scholarship, AIPC-Miami (2000/2001).